# Spiniderolus malaisei
Spiniderolus malaisei är en skalbaggsart som först beskrevs av Pierre Lepesme och Stefan von Breuning 1958.  Spiniderolus malaisei ingår i släktet Spiniderolus och familjen långhorningar.
Artens utbredningsområde är Zimbabwe. Inga underarter finns listade i Catalogue of Life.